# Ma'ale Iron
Ma'ale Iron (hebraico:מעלה עירון‎, lit. Alturas de Iron) é um conselho local árabe-israelense no distrito de Haifa, em Israel, e é uma parte região de Wadi Ara vizinha ao Triângulo. A cidade é constituída por cinco aldeias Árabes de Baiada, Musmus, Salim, Musheirifa e Zalafa. As aldeias eram unidas pelo Ministério do Interior de Israel para formar o conselho local. De acordo com o Escritório Central de Estatísticas de Israel, Ma'ale Iron possuía uma população de 12.100 habitantes em 2005, na sua maioria muçulmanos.